# 로빈 앳킨 다운즈

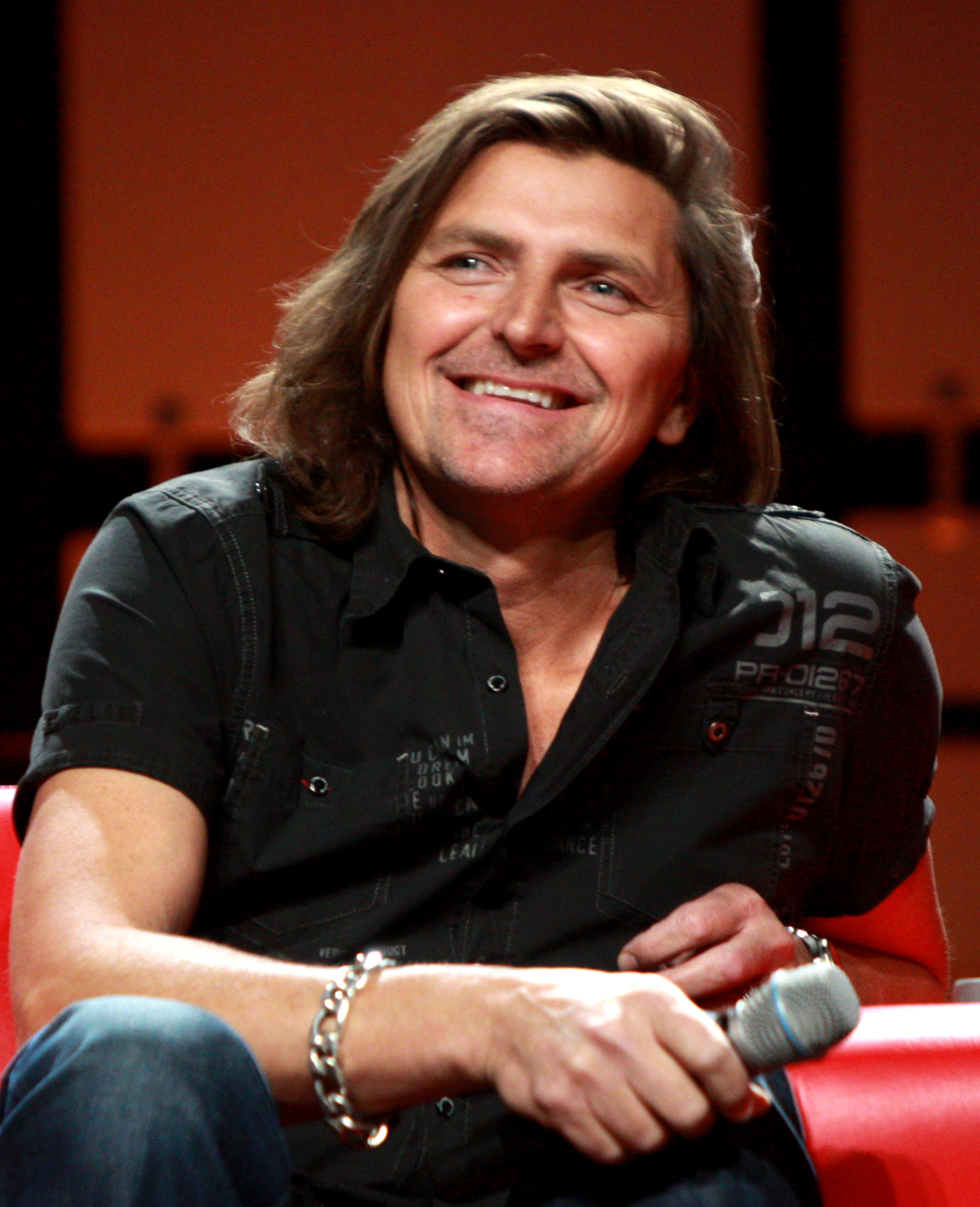
2013년 모습

로빈 앳킨 다운즈(Robin Atkin Downes)는 애니메이션과 비디오 게임 분야의 작품으로 유명한 잉글랜드 배우이다.

## 어린 시절
다운즈는 런던에서 태어났다. 필라델피아의 템플 대학교에서 MFA를 취득했다.

## 작품

### 성우

#### 장편 영화
- 스팀보이
- 가필드 2
- 미트 더 스파르탄
- 디재스터 무비
- 작은 영웅 데스페로
- 트랜스포머: 패자의 역습
- 드래곤 길들이기 (2010년 영화)
- 배틀쉽 (영화)
- 프로메테우스 (영화)
- 헨젤과 그레텔: 마녀 사냥꾼
- 잭 더 자이언트 킬러
- 행복배달부 팻아저씨
- 배트맨 대 슈퍼맨: 저스티스의 시작
- 컨저링 2
- 수어사이드 스쿼드 (영화)
- 인크레더블 2
- 드래곤 길들이기 3
- 겨울왕국 2
- 빈딕타

#### 홈 비디오 및 TV 영화
- 바비의 공주와 거지
- 저스티스 리그: 더 뉴 프런티어
- 배트맨: 이어 원
- 저스티스 리그: 둠
- 슈퍼맨 대 엘리트
- 배트맨: 다크 나이트 리턴즈
- 행복배달부 팻아저씨
- 배트맨 대 로빈
- 배트맨: 배드 블러드
- 배트맨: 킬링 조크 (영화)
- 배트맨과 할리 퀸

#### 텔레비전 쇼
- 엄브렐러 아카데미 (드라마)
- 애콜라이트

#### 애니메이션
- 빌리와 맨디의 무시무시한 모험
- 벤 10
- 아바타: 아앙의 전설
- 저스티스 리그 언리미티드
- 스타워즈: 클론 전쟁 (2008년 애니메이션)
- 배트맨 더 브레이브
- 어벤저스: 지구 최강의 영웅들
- 레귤러 쇼
- 제네레이터 렉스
- 벤 10: 얼티메이트 에일리언
- 그린 랜턴 (애니메이션)
- 어벤져스 어셈블
- 몬스터 vs 에이리언 (TV 시리즈)
- 리틀 프린세스 소피아
- 톰과 제리 쇼
- 더 스트레인
- 얼티밋 스파이더맨 (애니메이션)
- 스타워즈 반란군
- 클라렌스는 엉뚱해!
- 볼트론: 전설 속의 수호자
- 침착해! 스쿠비 두
- 트랜스포머 어드벤처
- 벤 10 (2016년 애니메이션)
- 도날드 덕 가족의 모험
- 가디언즈 오브 갤럭시 (애니메이션)
- 버그 사냥꾼 글리치테크
- 심슨 가족
- 스타워즈: 배드 배치
- 아케인
- 카 여행을 떠나요

#### 비디오 게임
- 스타워즈: 구공화국의 기사단
- 제로 2
- 테일즈 오브 심포니아
- 콜 오브 듀티: 유나이티드 오펜시브
- 헤일로 2
- 메탈 기어 솔리드 3: 스네이크 이터
- 페르시아의 왕자: 전사의 길
- 스타워즈: 구공화국의 기사단 II: 시스 로드
- 퍼니셔 (2005년 비디오 게임)
- 제이드 엠파이어
- 길드워
- 헌팅 그라운드
- 킬러 7
- 매트릭스: 패스 오브 네오
- 메탈 기어 솔리드 3: 스네이크 이터
- 레인보우 식스: 크리티컬 아워
- 킹덤 하츠 2
- 엑스맨: 공식 게임
- 더지 오브 켈베로스: 파이널 판타지 VII
- 류가 고도쿠: 용과 같이
- 바텐 카이토스 오리진스
- 저스트 코즈 (비디오 게임)
- 기어스 오브 워 (비디오 게임)
- 스파이더맨: 뉴욕 전투
- 레지스탕스: 인류몰락의 날
- 메탈 기어 솔리드: 포터블 옵스
- 고스트 라이더 (비디오 게임)
- 구루민
- 300: 영광의 행진
- 갓 오브 워 II
- 스토커: 쉐도우 오브 초르노빌
- 에너미 테리토리: 퀘이크 워즈
- 스파이더맨: 친구 또는 적
- 팀 포트리스 2
- 라쳇 & 클랭크: 퓨처
- 언차티드: 엘도라도의 보물
- 매스 이펙트 (비디오 게임)
- 노 모어 히어로즈
- 갓 오브 워: 올림푸스의 사슬
- 라쳇 & 클랭크: 퓨처 -해적 다크워터의 보물-
- 스토커: 클리어 스카이
- 스파이더맨: 웹 오브 쉐도우
- 레지스탕스 2
- 전장의 발큐리아
- 기어스 오브 워 2
- 헤일로 워즈
- 킹덤 하츠 358/2 Days
- 언차티드 2: 황금도와 사라진 함대
- 라쳇 & 클랭크: 퓨처 2
- 드래곤 에이지: 오리진스
- 제임스 카메론의 아바타: 더 게임
- 파이널 판타지 XIII
- 워해머 40,000: 돈 오브 워 2: 카오스 라이징
- 메탈 기어 솔리드: 피스 워커
- 스타크래프트 II: 자유의 날개
- 케인 앤 린치 2: 도그 데이즈
- 폴아웃: 뉴 베가스
- 불릿스톰
- 워해머 40,000: 돈 오브 워 2: 레트리뷰션
- 드래곤 에이지 II
- 토르: 천둥의 신 (비디오 게임)
- F.E.A.R. 3
- 레지스탕스 3
- 기어스 오브 워 3
- 라쳇 & 클랭크: 올 4 원
- 언차티드 3: 황금 사막의 아틀란티스
- 콜 오브 듀티: 모던 워페어 3
- 엘더 스크롤 V: 스카이림
- 세인츠 로우: 더 써드
- 언차티드: 새로운 모험의 시작
- 스타워즈: 구공화국
- 바이오하자드: 오퍼레이션 라쿤시티
- 스타호크 (2012년 비디오 게임)
- 디아블로 III
- 길드워 2
- 어쌔신 크리드 III
- 중간계의 수호자
- 툼레이더 (2013년 비디오 게임)
- 갓 오브 워: 어센션
- 기어스 오브 워: 저지먼트
- 마블 히어로즈
- 더 라스트 오브 어스 (비디오 게임)
- 세인츠 로우 IV
- 레고 마블 슈퍼 히어로즈
- 배트맨: 아캄 오리진
- 메탈 기어 솔리드 V: 그라운드 제로즈
- 디아블로 III: 영혼을 거두는 자
- 왕좌의 게임: 어 텔테일 게임즈 시리즈
- 배트맨: 아캄 나이트
- 매드 맥스 (2015년 비디오 게임)
- 메탈 기어 솔리드 V: 더 팬텀 페인
- 헤일로 5: 가디언즈
- 언차티드 4: 해적왕과 최후의 보물
- 기어스 오브 워 4
- 월드 오브 파이널 판타지
- 포 아너
- 메탈 기어 서바이브
- 킹덤 하츠 III
- 에이펙스 레전드
- 기어스 5
- 마블 얼티밋 얼라이언스 3: 블랙 오더
- 라쳇 & 클랭크: 리프트 어파트

### 실제 연기

#### 영화
- 바디 오브 라이즈

#### 텔레비전
- 뱀파이어 해결사 (드라마)
- 바빌론 5
- 베벌리힐스 아이들
- 참드
- 엔젤 (드라마)
- CSI: 마이애미
- 안투라지 (2004년 드라마)
- 인 플레인 사이트
- NCIS: 로스앤젤레스
- 크리미널 마인드
- 오빌